# Napoleon III
Napoleon III, franska Napoléon III, egentligen Charles Louis Napoléon Bonaparte, utomlands under sin period som kejsare stundom kallad "sfinxen vid Seine", fram till 1852 även kallad Ludvig Napoleon (franska Louis Napoléon), född 20 april 1808 i Paris, död 9 januari 1873 i Chislehurst (i nuvarande Bromley) nära London som Louis Napoléon Bonaparte, var fransk president 1848–1852, och som Napoleon III fransmännens kejsare 1852–1870.
Napoleon III var tredje son till Louis Bonaparte (Napoleon I:s bror), kung av Holland 1806–1810, och Hortense de Beauharnais (Napoleon I:s styvdotter). Eftersom föräldrarnas äktenskap var olyckligt och Hortense hade älskare har det spekulerats i huruvida han var av äkta börd. Napoleon III gifte sig 1853 med den spanska grevinnan Eugénie de Montijo e Guzmán. De fick en son, Louis-Napoléon Bonaparte.

## Biografi

### Uppväxt och kuppförsök
Ludvig Napoleon föddes i Paris som prins av Holland. Vid kejsar Napoleons fall 1815 fick familjen gå i exil och Ludvig Napoleon fördes till Schweiz, där modern inköpte slottet Arenenberg åt honom. På Arenenberg växte Ludvig Napoleon upp med andra bonapartistiska landsflyktiga, och där omhuldades den uppfattning Napoleon framfört under de hundra dagarna, att det napoleonska kejsardömet var en folkets monarki till skillnad från bourbonernas reaktionära styre som sågs som en adelns monarki. I Italien engagerade han sig i Carbonari, ett hemligt sällskap som arbetade för Italiens enande och deltog 1831 tillsammans med brodern Charles Napoléon Louis Bonaparte i upproret mot österrikarna i Romagna. Bonapartisterna erkände honom som tronkandidat 1832 sedan brodern och kusinen Napoleon II avlidit.
Han förberedde sin aktion mot Ludvig Filip I av Frankrike genom att understödja bonapartismen i Frankrike och försökte 1836 få garnisonen i Strasbourg att göra revolt. Ludvig Napoleon tillfångatogs och hade enligt lagen förverkat sitt liv, men franska regeringen ville inte skapa några martyrer för bonapartismen och transporterade Ludvig Napoleon till Nordamerika. Hans försök att efter sin återkomst till Europa bosätta sig i Schweiz förhindrades genom påtryckningar från franska regeringen, och Ludvig Napoleon bosatte sig i stället i Storbritannien, där han under några år huvudsakligen ägnade sig åt politiskt och militärt författarskap. Det främsta alstret av hans författarskap var Des idées napoléoniennes (1830), där han utvecklade sin filantropiskt-monarkistiska uppfattning. Förledd av en felaktig uppfattning om styrkan i de bonapartistiska strömningarna och styrkan i julikungadömet, landsteg Ludvig Napoleon 1840 i närheten av Boulogne i avsikt att återupprätta kejsardömet. Garnisonen i Boulogne visade sig dock vara Ludvig Filip trogen. Napoleon, som inte lyckades undkomma dömdes till livstids fängelse och internerades under milda former på slottet Ham i Picardie. Under sin vistelse här författade han bland annat Extinction du paupérisme (1840) som hade tydliga socialistiska drag och vann stöd för honom hos Frankrikes arbetare. År 1846 lyckade han fly till Storbritannien, där han var bosatt till Februarirevolutionen 1848. Han invaldes i juni 1848 i nationalförsamlingen men tog sitt inträde där först efter att i september på nytt ha blivit vald i fyra valkretsar, bland dem Paris.

### Andra republiken
Napoleon spelade ingen betydande roll i nationalförsamlingen. Hans vältalighet väckte närmast löje bland anhängarna av Alphonse de Lamartine och Alexandre Auguste Ledru-Rollin. När det blev dags att välja president, visade sig situationen spela honom i händerna. Frankrikes starke man Louis Eugène Cavaignac hade undertryckt svåra oroligheter i juni 1848 men uppvisat diktatoriska tendenser, vilket kom att stöta bort stora delar av borgerskapet. Ledru-Rollin hade förlorat arbetarnas stöd sedan han understött den provisoriska regeringens åtgärder för att slå ner en socialistisk revolution. I detta läge vände sig Adolphe Thiers till Ludvig Napoleon som han såg som en talarbegåvning, och han antog även att hans namn skulle kunna bidra till framgångar i valet. De båda träffades, och Ludvig Napoleon lade fram ett förslag till partiprogram, som Thiers fann "avskyvärt, fyllt av socialism och skrivet på dålig franska". Manifestet omredigerades av Thiers i en mera moderat och obestämd anda. Valmanifest lovade lantbefolkningen en nedsättning av de tryckande grundskatterna och framför allt uppehållandet av lugn i det inre och fred utåt. För att inverka på borgarklassen betonades tillgivenheten för en konservativ republik, prästerna lockades av utsikterna för ett ingripande till förmån för den nödställde påven och hans världsliga herradöme samt för den fria undervisningen.
För den breda massan av folket var de övriga kandidaterna till presidentposten okända, men Napoleonmyten bidrog till Ludvig Napoleons starka stöd särskilt bland bönder, arbetare och småborgare och han valdes med 75 procent av rösterna. Av 7 300 000 röster erhöll Ludvig Napoleon 5 434 000, hans medtävlare Cavaignac 1 498 000. Den 20 december avlade han den högtidliga eden: "I Guds och den franska nationens åsyn vill jag bliva den enda, odelbara republiken trogen och uppfylla alla plikter, som författningen pålägger en son av republiken".
Så snart Ludvig Napoleon kommit till makten antog han mot Thiers råd en mer målmedveten politik. Han försökte återuppliva de militära napoleonska traditionerna och försökte vinna armén över på sin sida. Han saboterade samarbetet med de parlamentariska ministärerna, vilket dock möjligen delvis hade att göra med okunnighet i ärendenas gång. Vid resor i provinserna och vid parader lät han sig hyllas med Vive Napoléon. Majoriteten i deputeradekammaren var dock fientlig mot alla försök till diktatur, och garnisonen i Paris stod under befäl av en författningstrogen general, Nicolas Changarnier.
I början av 1851 fanns sig Ludvig Napoleon dock stark nog att avskeda den sittande regeringen och ersätta dem med lojala män. En av Ludvig Napoleon föreslagen författningsrevision, som skulle utöka presidentens makt betydligt, avslogs av deputeradekammaren. Detta ledde till att Ludvig Napoleon och hans närmaste rådgivare började planera en statskupp. Till dess militäre ledare utsågs divisionsgeneralen Jacques Leroy de Saint Arnaud. Opålitliga officerare i garnisonen ersattes med bonapartister. Detaljerna i statskuppen planerades av Victor de Persigny, Charles de Morny och Jacques Leroy de Saint Arnaud.
På årsdagen av slaget vid Austerlitz 2 december 1851 verkställdes statskuppen. Under natten hade Cavaignac, Thiers, Victor Hugo och ett sextiotal andra republikanska parlamentariker och författare häktats. På morgonen den 2 december meddelades parisarna via anslag att nationalförsamlingen hade upplösts och att staten till alla samhällsklassers gagn skulle få en ny författning med allmän rösträtt. Napoleon och hans förtrogna hade räknat på att det plötsliga överfallet skulle förekomma varje motstånd. Men denna förhoppning slog fel, och det kom till allvarliga oroligheter. Motståndet slogs dock ner av militär. I den nya författningen, som kort efter godkändes av Ludvig Napoleon, lämnades all makt åt presidenten, som valdes på 10 år, den 24 november 1852. Den 2 december 1852, på årsdagen av Napoleon I:s kröning, utropades han under namnet Napoleon III till fransmännens kejsare. Båda dessa åtgärder stadfästes i efterhand genom folkomröstningar, som gav en stor majoritet för Napoleon III:s politik.

### Andra kejsardömet
Napoleons första tid som kejsare kännetecknades av ekonomisk blomstring. Den franska järnvägen byggdes ut, och industrin utvecklades kraftfullt. Under denna tid genomfördes en genomgripande modernisering av Paris, ledd av Georges-Eugène Haussmann, där nya breda boulevarder anlades, och de sanitära förhållandena förbättrades, finansierade av staden Paris själv. Dessa förändringar vann uppskattning, men framkallade också protester. Under denna period arrangerades även världsutställningen i Paris 1855.
Hans kejsardöme erkändes snabbt av det övriga Europa, men Napoleons försök att med äktenskapsförbindelser knyta allianser med de gamla furstehusen misslyckades. Mot sina rådgivares önskemål gifte han sig 1853 med Eugénie de Montijo.
Napoleon III var välvillig, älskvärd och blev omtyckt av de flesta han kom i kontakt med. Han vann snabbt rykte om sig som en outgrundlig statsman. Hans bristfälliga kunskaper och en vilja att dölja dem genom dunkla och oklara uttalanden gav honom snart öknamnet "Sfinxen vid Seine". Gentemot sina ministrar hävdade Napoleon III sin personliga vilja.
På det politiska området fördes en hård linje mot motståndarna. En del deporterades till Djävulsön. Censur rådde. Den 14 januari 1858 utsattes Napoleon III för ett attentatsförsök på väg till operan, då två handgranater kastades framför kejsarparets vagn. Attentatsmannen var den italienske revolutionären Felice Orsini. Under 1860-talet liberaliserades Napoleons politik. Lättnader i censuren infördes och 1864 gavs franska arbetare strejkrätt.
Han stärkte Frankrikes internationella ställning och förändrade Europas maktförhållande i grunden genom militära segrar samt deltog i Krimkriget 1854–1855. Han önskade se ett enat Italien under konungen Viktor Emanuel och förde i detta syfte krig mot Österrike 1859, där han segrade i slaget vid Solferino, vilket ledde till Italiens enande och till att Frankrike annekterade Savojen och Nice 1860. Frankrike deltog också i Opiumkriget på Storbritanniens sida, och fransk trupp marscherade in i Peking 1860. Detta år verkade de franska arméerna oövervinnliga. Detta ledde måhända till en övermodig utrikespolitik som bidrog till kejsardömets fall.
År 1862 skickade Napoleon III en militärexpedition till Mexiko. Denna intog snabbt huvudstaden Mexico City och utropade Maximilian av Österrike till kejsare av Mexiko. Dock måste de franska trupperna dras tillbaka. Maximilian förlorade det därpå följande inbördeskriget och avrättades 1867.
Napoleons intresse för politik började dock  att avta redan i början av 1860-talet. Han ägnade sig alltmer åt litterär verksamhet, bland annat ett okritiskt panegyriskt arbete om Julius Caesar. Efter Charles de Mornys död slog Napoleon, under inflytande av bland andra Émile Ollivier, in på en mer liberal politik. Resultaten av den nya kursen blev författningen 1869, varigenom Frankrike blev en konstitutionell monarki. Den nya författningen konfirmerades genom en folkomröstning.

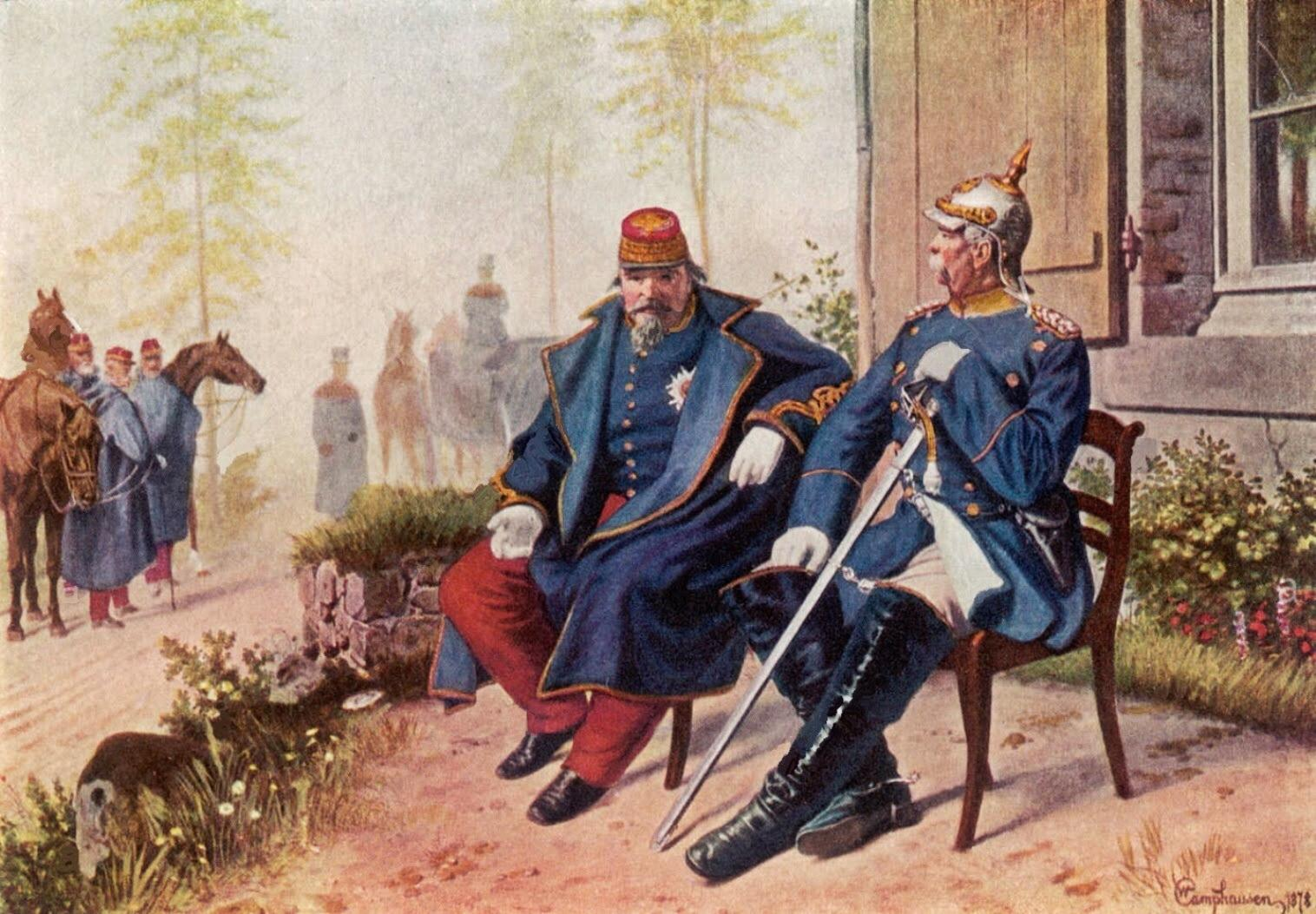
Napoleon III och Otto von Bismarck efter slaget vid Sedan

### Slutet
Sommaren 1866 hade Preussen besegrat Österrike i kriget mellan de två rikena, och framstod därefter som Frankrikes främsta rival om makten i Europa. Napoleons diplomatiska motgångar gentemot den preussiske kanslern Bismarck ledde till fransk-tyska kriget 1870–1871. Den franska krigsförklaringen kom den 19 juli 1870, efter att prins Leopold av Hohenzollern-Sigmaringen fått Bismarcks stöd för att bli spansk regent.
Till kriget hade dock Napoleon III liten skuld, och vid den här tiden var han mycket lite engagerad i Frankrikes utrikespolitik. Han försökte i det längsta mildra konflikten med Preussen men drevs in i kriget av en uppagiterad folkstämning och ett parti samlat kring krigsministern Edmond Lebœuf, som i ett segerrikt krig såg enda möjligheten för Frankrike att hävda sin övermakt på kontinenten. Napoleon försökte även avvärja utrikesministern Antoine Agénor de Gramonts utmaningar mot Preussen.
Napoleon III deltog inte heller i ledningen av kriget. Svårt sjuk, följde han med marskalk Patrice de Mac-Mahons armé och tillfångatogs tillsammans med denne den 2 september 1870 efter slaget vid Sedan i nordöstra Frankrike, sedan de franska trupperna inringats. Regeringen i Paris utropade då genast Tredje republiken. År 1871 tog sedan Pariskommunen kontrollen över huvudstaden.
Napoleon III fördes till Wilhelmshöhe vid Kassel, där han stannade till krigets slut. Han reste därefter till Storbritannien, där han bodde på Camden Place i Chislehurst i Kent. Reaktionen mot republiken i Frankrike syntes ge honom vissa förhoppningar att kunna återkomma till Frankrike. Det var efter underrättelsen om utsikterna för en bonapartistisk restauration som han 1873 underkastade sig två gallstensoperationer, som om de lyckades möjligen skulle kunna återställa hans hälsa. Båda operationerna misslyckades emellertid, och han avled.
Han skulle aldrig komma över det misslyckade kriget mot Preussen och den förnedring Frankrike drabbats av till följd av det, på sin dödsbädd frågade han sin personlige läkare: "Henri, var du med vid Sedan?" Läkaren svarade att han var där och den döende fortsatte: "vi var väl inte fega vid Sedan, eller hur?", dr Henri skakade på huvudet och därefter somnade den före detta kejsaren in för gott, som en knäckt och olycklig man.

### Övrigt
Ludvig Napoleon invaldes 1851 som utländsk ledamot av svenska Kungliga Krigsvetenskapsakademien.

## Anfäder
|                           |  |  |  |  |  |  |  |                         |  |  |  |  |  |  |  |                                 |  |  |  |  |  |  |  | Giuseppe Maria Buonaparte            |
|                           |  |  |  |  |  |  |  |                         |  |  |  |  |  |  |  |                                 |  |  |  |  |  |  |  |                                      |
|                           |  |  |  |  |  |  |  |                         |  |  |  |  |  |  |  | Carlo Buonaparte                |  |  |  |  |  |  |  |                                      |
|                           |  |  |  |  |  |  |  |                         |  |  |  |  |  |  |  |                                 |  |  |  |  |  |  |  |                                      |
|                           |  |  |  |  |  |  |  |                         |  |  |  |  |  |  |  |                                 |  |  |  |  |  |  |  | Maria Saveria Paravicini             |
|                           |  |  |  |  |  |  |  |                         |  |  |  |  |  |  |  |                                 |  |  |  |  |  |  |  |                                      |
|                           |  |  |  |  |  |  |  | Ludvig I av Holland     |  |  |  |  |  |  |  |                                 |  |  |  |  |  |  |  |                                      |
|                           |  |  |  |  |  |  |  |                         |  |  |  |  |  |  |  |                                 |  |  |  |  |  |  |  |                                      |
|                           |  |  |  |  |  |  |  |                         |  |  |  |  |  |  |  |                                 |  |  |  |  |  |  |  | Gian Girolamo Ramolino               |
|                           |  |  |  |  |  |  |  |                         |  |  |  |  |  |  |  |                                 |  |  |  |  |  |  |  |                                      |
|                           |  |  |  |  |  |  |  |                         |  |  |  |  |  |  |  | Letizia Ramolino                |  |  |  |  |  |  |  |                                      |
|                           |  |  |  |  |  |  |  |                         |  |  |  |  |  |  |  |                                 |  |  |  |  |  |  |  |                                      |
|                           |  |  |  |  |  |  |  |                         |  |  |  |  |  |  |  |                                 |  |  |  |  |  |  |  | Angela Maria Pietra-Santa            |
|                           |  |  |  |  |  |  |  |                         |  |  |  |  |  |  |  |                                 |  |  |  |  |  |  |  |                                      |
| Napoleon III av Frankrike |  |  |  |  |  |  |  |                         |  |  |  |  |  |  |  |                                 |  |  |  |  |  |  |  |                                      |
|                           |  |  |  |  |  |  |  |                         |  |  |  |  |  |  |  |                                 |  |  |  |  |  |  |  | François de Beauharnais              |
|                           |  |  |  |  |  |  |  |                         |  |  |  |  |  |  |  |                                 |  |  |  |  |  |  |  |                                      |
|                           |  |  |  |  |  |  |  |                         |  |  |  |  |  |  |  | Alexandre de Beauharnais        |  |  |  |  |  |  |  |                                      |
|                           |  |  |  |  |  |  |  |                         |  |  |  |  |  |  |  |                                 |  |  |  |  |  |  |  |                                      |
|                           |  |  |  |  |  |  |  |                         |  |  |  |  |  |  |  |                                 |  |  |  |  |  |  |  | Henriette Pyvart de Chastullé        |
|                           |  |  |  |  |  |  |  |                         |  |  |  |  |  |  |  |                                 |  |  |  |  |  |  |  |                                      |
|                           |  |  |  |  |  |  |  | Hortense de Beauharnais |  |  |  |  |  |  |  |                                 |  |  |  |  |  |  |  |                                      |
|                           |  |  |  |  |  |  |  |                         |  |  |  |  |  |  |  |                                 |  |  |  |  |  |  |  |                                      |
|                           |  |  |  |  |  |  |  |                         |  |  |  |  |  |  |  |                                 |  |  |  |  |  |  |  | Joseph Gaspard Tascher de La Pagerie |
|                           |  |  |  |  |  |  |  |                         |  |  |  |  |  |  |  |                                 |  |  |  |  |  |  |  |                                      |
|                           |  |  |  |  |  |  |  |                         |  |  |  |  |  |  |  | Joséphine Tascher de La Pagerie |  |  |  |  |  |  |  |                                      |
|                           |  |  |  |  |  |  |  |                         |  |  |  |  |  |  |  |                                 |  |  |  |  |  |  |  |                                      |
|                           |  |  |  |  |  |  |  |                         |  |  |  |  |  |  |  |                                 |  |  |  |  |  |  |  | Rose Claire des Vergers de Sannois   |
|                           |  |  |  |  |  |  |  |                         |  |  |  |  |  |  |  |                                 |  |  |  |  |  |  |  |                                      |